# Rhabdotalebra plummeri
Rhabdotalebra plummeri är en insektsart som först beskrevs av Ruppel och Delong 1953.  Rhabdotalebra plummeri ingår i släktet Rhabdotalebra och familjen dvärgstritar. Inga underarter finns listade i Catalogue of Life.